# Robson Vilalba
Robson Vilalba (Itabira, Brasil) é um ilustrador e animador brasileiro. Conhecido pelo trabalho com jornalismo em quadrinhos, colaborou para veículos como Folha de S.Paulo, Le Monde Diplomatique Brasil e Gazeta do Povo. Em 2014, recebeu o Prêmio Jornalístico Vladimir Herzog de Anistia e Direitos Humanos, pela série de reportagens em quadrinhos sobre a Ditadura militar brasileira que resultaria no livro "Notas de um tempo silenciado" (Besouro Box, 2015). Em 2020, publicou pelas redes sociais da Editora Elefante os quadrinhos da série “Quando o corona vai embora?”, em que aborda a relação com sua filha durante a quarentena. Também é autor de "Um grande acordo nacional" (Elefante, 2022), no qual aborda o processo de Impeachment de Dilma Rousseff. É formado em Ciências Sociais pela Universidade Estadual de Londrina (UEL) e mestre em Sociologia pela Universidade Federal do Paraná (UFPR).